# فرانچسکو دی نولفو
فرانچسکو دی نولفو (انگلیسی: Francesco Di Nolfo؛ زادهٔ ۴ ژوئیهٔ ۱۹۹۸) بازیکن فوتبال است.
از باشگاه‌هایی که در آن بازی کرده‌است می‌توان به باشگاه فوتبال پروجا اشاره کرد.
وی همچنین در تیم‌های ملی فوتبال زیر ۱۵ سال ایتالیا، زیر ۱۶ سال ایتالیا، زیر ۱۷ سال ایتالیا، زیر ۱۸ سال ایتالیا، و زیر ۱۹ سال ایتالیا بازی کرده‌است.